# Tag der Epilepsie
Der Tag der Epilepsie ist eine einmal jährlich stattfindende Veranstaltungsreihe zur Epilepsie und der davon Betroffenen in Deutschland, Österreich und der Schweiz. Konzipiert ist er als Aktions- und Informationstag.

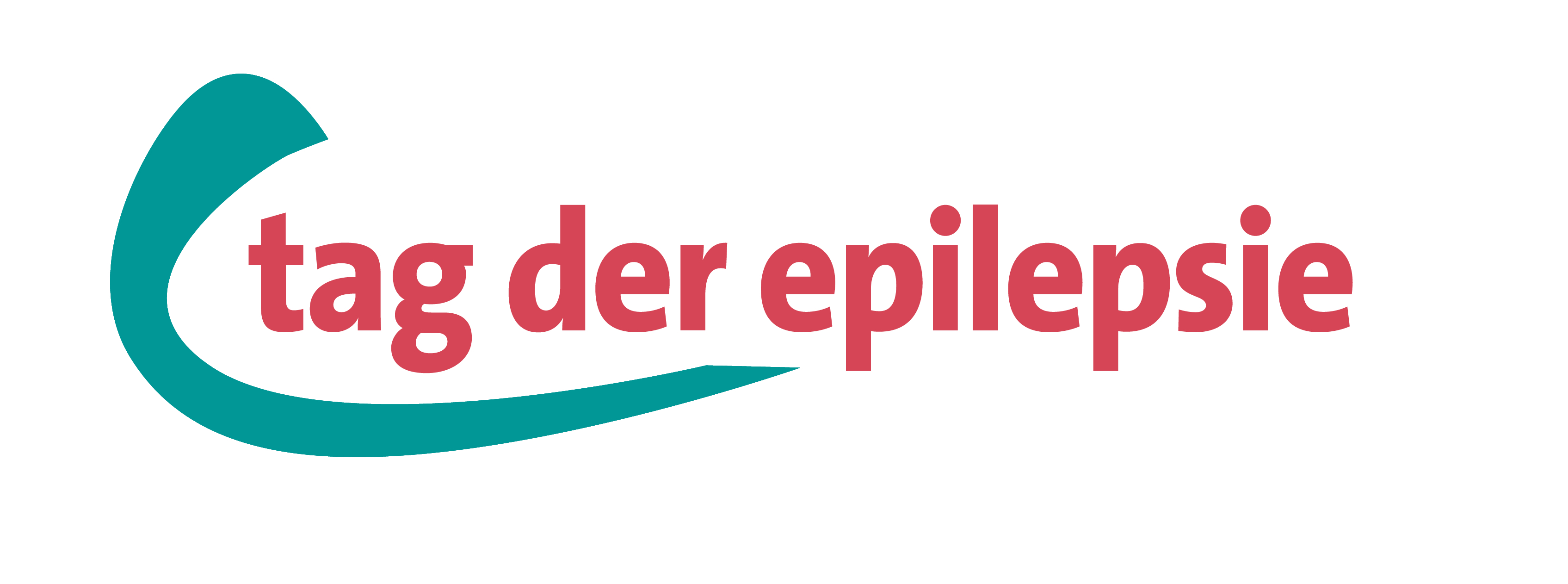
Logo Tag der Epilepsie

## Geschichte
In Deutschland wurde der Tag der Epilepsie 1996 zum ersten Mal von der Deutschen Epilepsievereinigung e. V. unter Beteiligung der Deutschen Gesellschaft für Epileptologie in Zusammenarbeit mit den Epilepsie-Organisationen für Fachleute und Betroffene in Heidelberg durchgeführt. Die seinerzeitige Bundestagspräsidentin Rita Süssmuth übernahm die Schirmherrschaft. Seitdem wird von einer Arbeitsgruppe „Tag der Epilepsie“ zum 5. Oktober jedes Jahres vermehrte Öffentlichkeitsarbeit mit wechselnden thematischen Schwerpunkten durchgeführt.

## Deutschland
Neben einer Zentralveranstaltung an wechselnden Orten gibt es um den 5. Oktober herum jeweils zahlreiche regionale Aktivitäten von Verbänden, Kliniken und anderen Einrichtungen oder Selbsthilfegruppen. Im Jahr 2016 wurde das Jubiläum „20 Jahre Tag der Epilepsie“ in Berlin gefeiert: im Rathaus Charlottenburg mit etwa 150 Teilnehmern. Zu diesem Datum übernahm das erste Mal Dr. Katarina Barley die Schirmherrschaft für den Tag der Epilepsie.
Im Jahr 2020 hieß das Thema „Epilepsie – neu in der Familie“, die Zentralveranstaltung sollte in Marburg stattfinden. Wegen der Vorsichtsmaßnahmen zur Eindämmung der Covid-19-Pandemie musste sie ins Internet verlegt werden und fand als Online-Konferenz statt. Weitere Informationsveranstaltungen werden jeweils regional organisiert. Eine Übersicht hierzu steht auf der Internetseite der Deutschen Epilepsievereinigung e. V. Für das Jahr 2024 ist die Zentralveranstaltung am 5. Oktober 2024 in Frankfurt am Main geplant. Das Motto lautet „Epilepsie trifft Lebensplan“.
Hier Daten und Themen der bisherigen bundesweiten Zentralveranstaltungen:
- 5. Oktober 2023: „Epilepsie – Wir schreiben Geschichte!“ in Magdeburg
- 5. Oktober 2022: „Epilepsie – gut beraten?“ in Dresden
- 5. Oktober 2021: „25 Jahre Tag der Epilepsie – gemeinsam stark“ in Bielefeld-Bethel
- 5. Oktober 2020: „Epilepsie – Neu in der Familie“ (ursprünglich in Marburg geplant, aufgrund der Covid-19-Pandemie online)
- 5. Oktober 2019: „Epilepsie – echt jetzt?“ in Rostock
- 5. Oktober 2018: „Epilepsie – und jetzt?“ in Trier
- 5. Oktober 2017: „Epilepsie ist gut behandelbar – wie lange noch?“ in Münster
- 5. Oktober 2016: „Epilepsie braucht Offenheit – 20 Jahre Tag der Epilepsie“ in Berlin
- 5. Oktober 2015: „Epilepsie im Wandel der Zeit – Update 2015“ in Erlangen
- 5. Oktober 2014: „Epilepsie kann jeden treffen – in jedem Alter“
- 5. Oktober 2013: „Mit Epilepsie mitten im Leben“ in Hamburg
- 5. Oktober 2012: „Epilepsie bei Kindern und Jugendlichen“ in Frankfurt
- 5. Oktober 2011: „Epilepsie im Arbeitsleben – was tun?“
- 5. Oktober 2010: „Lebe Deinen Traum! Jung sein mit Epilepsie“
- 2. Oktober 2009: „Handeln! Behandeln! … und wie geht es mir?“
- 2. Oktober 2008: „Epilepsie behandeln! Aber richtig!“
- 4. Oktober 2007: „Epilepsie – Jetzt bloß nicht umfallen!“
- 9. Oktober 2006: „Epilepsie im Alter – Alles bleibt anders“
- 9. Oktober 2005: „Ein Fall für die Familie“
- 5. Oktober 2004: „Epilepsie und Sport“
- 5. Oktober 2003: „Epilepsie und Kinder“
- 5. Oktober 2002: „Epilepsie und Arbeit“
- 5. Oktober 2001: „Was kann ich tun?“
- 5. Oktober 2000: „Teens, Twens und Epilepsie“
- 5. Oktober 1999: „Epilepsien im höheren Lebensalter“
- 5. Oktober 1998: „Schule und Epilepsie“
- 5. Oktober 1997: „Erste Hilfe und Epilepsie“
- 5. Oktober 1996: „Der erste Anfall“ in Heidelberg

## Schweiz
In der Schweiz führt die Schweizerische Epilepsie-Liga in Anlehnung an die WHO-Kampagne Out of the Shadows seit 2002 jährliche Veranstaltungen zum Tag der Epilepsie durch.

## Österreich
In Österreich führt die Epilepsie Interessensgemeinschaft Österreich seit 2005 jeweils am ersten Samstag im Oktober eine entsprechende Veranstaltung durch.